# José Antonio Mayobre
José Antonio Mayobre Cova (Cumaná, 21 de agosto de 1913 - Washington D. C., 15 de agosto de 1980) fue un economista y diplomático venezolano que desempeñó altos cargos tanto en la política de su país como a nivel internacional, así como en la gerencia de varias instituciones públicas y privadas. Fue autor de varios estudios y ensayos sobre economía y ciencias sociales en el ámbito venezolano, latinoamericano y mundial. Ocupó los despachos de Hacienda y de Minas e Hidrocarburos y fue profesor de la facultad de Ciencias Económicas de la Universidad Central de Venezuela. Fue además secretario ejecutivo de la CEPAL entre 1963 y 1966.

## Biografía
Hijo de Ramón Mayobre y Eva Cova, hizo sus estudios de bachillerato en la ciudad de Caracas. A la edad de 18 años, en 1931, participó en la fundación del Partido Comunista de Venezuela, en ese entonces proscrito, por lo cual es hecho primero prisionero y después enviado al exilio, a Francia y la Unión Soviética hasta 1935, cuando fallece el dictador Juan Vicente Gómez. Regresa de manera clandestina a su país en 1936 y se reincorpora a la lucha política, por lo que el 13 de marzo el presidente Eleazar López Contreras decreta su expulsión en una lista de 47 dirigentes políticos de izquierda, entre los que se encontraban Rómulo Betancourt, Raúl Leoni, Miguel Acosta Saignes, Juan Bautista Fuenmayor, Rodolfo Quintero, Gonzalo Barrios, Carlos Alberto D'Ascoli, Carlos Augusto León, Jóvito Villalba, Gustavo Machado, Augusto Malavé Villalba y Hernani Portocarrero.
En febrero de 1939, es apresado de nuevo, hasta julio de ese año. Al salir en libertad comienza sus estudios universitarios, recibiendo el título de doctor en ciencias económicas y sociales en la Universidad Central de Venezuela en 1944 y el de doctor en leyes al año siguiente, en la misma casa de estudios. 
Completó sus estudios de postgrado en la London School of Economics y en 1946 regresa a su país para trabajar como Director del Departamento de Investigaciones Económicas del Banco Central de Venezuela y luego como director del mismo instituto, mientras se dedicó a la docencia en la cátedra de análisis económico en su alma mater. En 1947 fue nombrado gobernador suplente del Fondo Monetario Internacional en representación de Venezuela y al año siguiente fue designado director general del Banco Agrícola y Pecuario. En 1949 fue gerente general de las empresas azucareras Industrias Azucareras y Central Matilde, en Caracas. 
A raíz del magnicidio de Carlos Delgado Chalbaud, el 13 de noviembre de 1950, se exilia nuevamente, ingresando a la Organización de las Naciones Unidas (ONU) en 1951 como Director de la Subsede de la CEPAL en México. Luego fue Representante de la Junta de Asistencia Técnica de la ONU en América Central para regresar a la CEPAL en 1954, a cargo de la División de Desarrollo Económico hasta 1958. Con motivo del restablecimiento de la democracia en enero de ese año, regresó a Venezuela para dirigir la Corporación Venezolana de Comercio. En mayo de 1958 fue nombrado ministro de Hacienda de la Junta de Gobierno presidida por Wolfgang Larrazábal, cargo al cual renunció en 1960 durante el gobierno de Rómulo Betancourt que lo había ratificado en el gabinete de coalición. Entre diciembre de 1960 y diciembre de 1962, Mayobre se desempeñó como embajador plenipotenciario de Venezuela en los Estados Unidos y representante permanente de Venezuela ante la Organización de Estados Americanos, en Washington D. C., donde paralelamente trabajó como Director Ejecutivo del Fondo Monetario Internacional.
En mayo de 1962, U Thant, Secretario General de la ONU, designó a Mayobre como Subsecretario de las Naciones Unidas para el Desarrollo Industrial. En la celebración del X Período de Sesiones de la CEPAL en Mar del Plata, Argentina, fue designado en el cargo de la Secretaría Ejecutiva de la CEPAL, sustituyendo a Raúl Prebisch. En 1965 representa al secretario general de la Organización de la ONU como mediador durante la crisis de la República Dominicana. Al no lograr conciliar las partes en conflicto el 28 de abril, los Estados Unidos intervinieron el país activando la Operación Power Pack (1965-1966). 
En 1966 de regreso en Venezuela, el presidente Raúl Leoni lo nombra Ministro de Minas e Hidrocarburos. En ese tenor estuvo asimismo encargado interinamente del Ministerio de Hacienda. Presidente de la Conferencia de la Organización de Países Exportadores de Petróleo (1967). Fue asesor del Consejo Ejecutivo de la Universidad Metropolitana y del Consejo Superior de la Universidad Simón Bolívar, ambas en la ciudad de Caracas. En 1975 fue miembro del Consejo Nacional de Energía.

## Obras publicadas
- Hacia la integración acelerada de América Latina: Proposiciones a los presidentes latinoamericanos (Fondo de Cultura Económica de la CEPAL, 1965)
- Las inversiones extranjeras en Venezuela: estudio (Monte Ávila Editores - Caracas, 1970)
- Información, dependencia y desarrollo: La prensa y el Nuevo Orden Económico Internacional (Monte Ávila Editores - Caracas, 1978)